# Vert-le-Petit
Vert-le-Petit är en kommun i departementet Essonne i regionen Île-de-France i norra Frankrike. Kommunen ligger i kantonen Mennecy som tillhör arrondissementet Évry. År 2022 hade Vert-le-Petit 2 716 invånare.

## Befolkningsutveckling
Antalet invånare i kommunen Vert-le-Petit
| Referens: INSEE |